# Raritan Bay
Raritan Bay ist eine Bucht an der Südgrenze von Staten Island, New York City, Die Bucht ist ein bedeutender Naturraum und spielt eine zentrale Rolle für die Ökologie, Geschichte und Freizeitgestaltung der Region. Sie bildet die Grenze zwischen den Bundesstaaten New York und New Jersey.

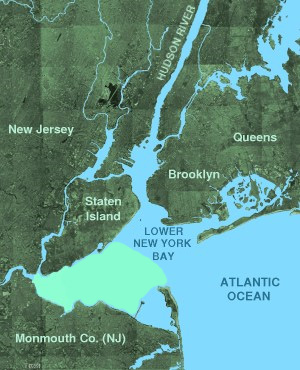
Karte der Raritan Bay

## Lage
Raritan Bay liegt im südlichen Teil der Lower New York Bay und bildet die Grenze zwischen den Bundesstaaten New York und New Jersey. Im Nordwesten grenzt sie an Staten Island, im Westen an Perth Amboy (New Jersey), im Süden an die Raritan Bayshore-Gemeinden in Middlesex und Monmouth County (New Jersey) und im Osten an Sandy Hook Bay. Die Bucht hat eine charakteristische Trichterform, da sie sich vom schmaleren Mündungsbereich des Raritan River nach Osten hin zum Atlantik weitet. Sie ist etwa 14 Kilometer lang und 19 Kilometer breit, mit einer Fläche von rund 28.000 Hektar.

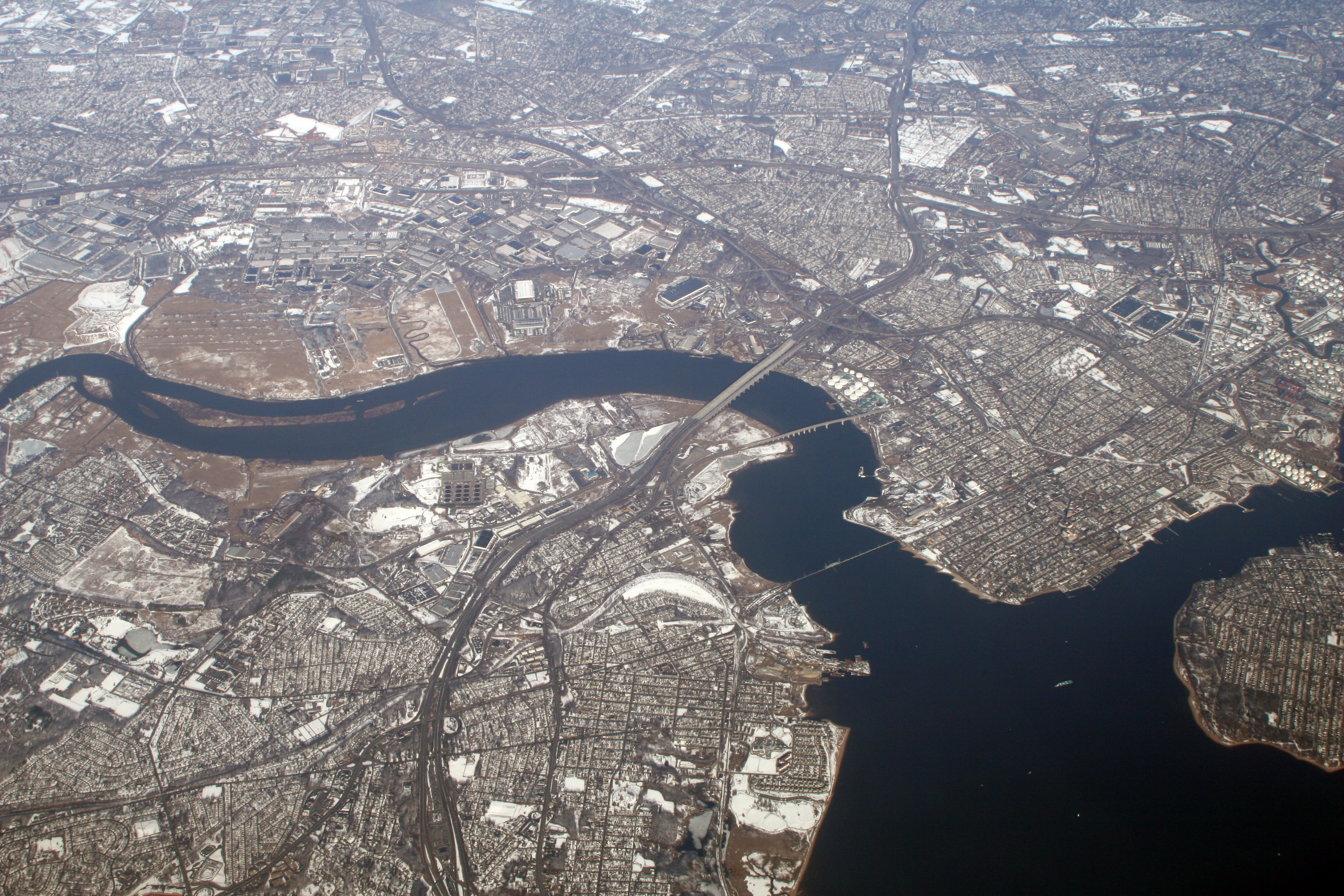

## Geschichte
Die Raritan Bay ist nach den Raritan, einer Gruppe der Lenape, benannt, die das Gebiet vor der Ankunft europäischer Siedler bewohnten. Archäologische Funde belegen eine lange Nutzung der Bucht als Nahrungs- und Siedlungsraum. Mit der Ankunft der Niederländer und Engländer im 17. Jahrhundert wurde die Bucht zu einem wichtigen Handels- und Siedlungsgebiet. Im 19. und frühen 20. Jahrhundert war die Fischerei eine zentrale Einkommensquelle für die umliegenden Gemeinden. Heute ist die Bucht ein multifunktionaler Raum für Erholung, Schifffahrt und Naturschutz, steht aber auch vor ökologischen Herausforderungen.

## Ökologische Herausforderungen
Raritan Bay steht vor einer Reihe gravierender ökologischer Herausforderungen:

### Verschmutzung durch Schadstoffe
Die Bucht zählt zu den am stärksten verschmutzten Ästuaren der Welt. Über Flüsse gelangen Schwermetalle wie Blei, Kupfer, Cadmium und Quecksilber, Kohlenwasserstoffe aus der Petrochemie, PCB, Plastikmüll sowie ungeklärte und teilgeklärte Abwässer in die Bucht. Besonders problematisch ist das Vorkommen von Blei und anderen giftigen Metallen, etwa durch Industrieschlacke, die in Uferbefestigungen eingebaut wurde. Diese Stoffe verschmutzen Böden, Sedimente und das Wasser und gefährden sowohl die Tierwelt als auch die menschliche Gesundheit.

### Verlust von Biodiversität und Lebensräumen
Die Artenvielfalt ist deutlich zurückgegangen. Die benthische Fauna ist im Vergleich zu anderen Mündungsgebieten stark verarmt. Früher häufige Arten wie Austern sind durch industrielle und Abwasserverschmutzung nahezu verschwunden. Übermäßige Nährstoffzufuhr aus Abwässern führt zu Algenblüten, die das ökologische Gleichgewicht stören und zu Sauerstoffmangel im Wasser führen können.

### Gesundheitsgefährdung für Mensch und Tier
Fische aus der Bucht weisen erhöhte Schadstoffbelastungen und Krankheiten wie Flossenerosion auf. In einigen Bereichen warnen Schilder vor dem Kontakt mit kontaminierten Sedimenten und Wasser. Der Zugang zu bestimmten Uferabschnitten ist wegen Schadstoffbelastung eingeschränkt, was auch die Freizeitnutzung beeinträchtigt.
Weitere Herausforderungen: Verbauung und Bebauung der Uferbereiche führen zum Verlust von natürlichen Lebensräumen und erschweren den Zugang zur Bucht für die Öffentlichkeit. Kommerzielle Nutzung und Überfischung setzen die Fischbestände zusätzlich unter Druck.
Diese Herausforderungen machen deutlich, dass Raritan Bay umfassende Maßnahmen zum Schutz und zur Renaturierung benötigt, um die ökologische Funktion und die Nutzungsmöglichkeiten für kommende Generationen zu sichern.